# NGC 4799
NGC 4799 је спирална галаксија у сазвежђу Девица која се налази на NGC листи објеката дубоког неба.
Деклинација објекта је + 2° 53' 48" а ректасцензија 12h 55m 15,4s. Привидна величина (магнитуда) објекта NGC 4799 износи 13,6 а фотографска магнитуда 14,3. NGC 4799 је још познат и под ознакама UGC 8043, MCG 1-33-25, CGCG 43-66, IRAS 12526+0310, PGC 44017.